# Parnas (stacja metra)
Parnas (ros. Парна́с) – pierwsza stacja linii Moskiewsko-Piotrogrodzkiej, znajdującego się w Petersburgu systemu metra. Jest to najdalej na północ wysunięta stacja metra na obszarze Federacji Rosyjskiej. 

## Charakterystyka
Petersburski Parnas został oddany do użytku 22 grudnia 2006 roku jako jedna z najmłodszych stacji w petersburskim metrze i jest ona przykładem stacji typu naziemnego. Autorami projektu architektonicznego obecnej postaci stacji są:  W. G. Chilczenko (В. Г. Хильченко), N. W. Romaszkin-Timanow (Н. В. Ромашкин-Тиманов) i M. W. Pawłowa (М. В. Павлова). Nad rzeźbami, dekoracjami i witrażami pracowali: A. K. Bystroje (А. К. Быстрое), J. A. Bystroje (Е. А. Быстрое), G. A. Gukasow (Г. А. Гукасов), S. A. Chwałon (С. А. Хвалон). Parnas położony jest w północnej części Petersburga i jest to także najdalej na północ wysunięta stacja metra w Rosji. Planowano wznieść ją jeszcze w latach osiemdziesiątych XX wieku, razem z oddawanymi wówczas do użytku Prospiektem Proswieszczenija i Ozierkami, ale ostatecznie z uwagi na brak środków finansowych do tego nie doszło. W połowie lat dziewięćdziesiątych, już po rozpadzie Związku Radzieckiego, wprowadzono zmiany do początkowego projektu i rozpoczęto przygotowania do budowy. Stacja miała początkowo nosić nazwę Parnasskaja (Парнасская). Jest to jedna z kilku petersburskich stacji wzniesionych w typie naziemnym. W maju 2005 roku rozpoczęły się prace nad wzniesieniem stacji, a ukończone zostały w grudniu 2006 roku. 
Nazwa stacji nawiązuje do mitologii greckiej. Ściany wyłożone zostały białym marmurem, a posadzki płytami z połyskującego granitu. Ozdabiają ją wielokolorowe witraże nawiązujące do mitów starożytnych Greków. Dwa większe zawierają wyobrażenia bogini Nike i Heliosa powożącego ognisty rydwan. Na dwóch mniejszych umieszczono Europę oraz Argonautów. Stacja dysponuje windami przeznaczonymi dla niepełnosprawnych, lecz osoby te skarżą się, że polityka zarządu metra utrudnia korzystanie z nich. Ruch pociągów odbywa się tutaj od godziny 5:47 do północy i w tym czasie stacja jest dostępna dla pasażerów.